# 小籔千豊
小籔 千豊（こやぶ かずとよ、1973年〈昭和48年〉9月11日 - ）は、日本のお笑いタレント、喜劇俳優、俳優、司会者、ドラマー。吉本新喜劇座員（元座長）。バンド・吉本新喜劇ィズ、ジェニーハイのメンバー（また過去にはチャットモンチー大阪支部）。吉本興業（東京吉本）所属。大阪府大阪市住吉区（現・住之江区）出身。

## 略歴
1993年、山田知一（現在はやまだともカズの名で構成作家として活動）と漫才コンビ「ビリジアン」を結成する。フルーツ大統領のメンバーに編成されるなどするも、相方の山田が構成作家を志し、2001年に解散。小籔はこの時、「俺はおもろない、売れない」と思っていた。
小籔は二つの夢を持っており、一つは芸人の世界で成功すること、もう一つは幸せな家庭を築くことだった。しかし、小籔は芸人として売れる夢は潰えたと考え、芸人を引退して警察官もしくは普通の職業に転職し、交際中の女性と結婚し、幸せな家庭を築こうと考えたが、芸人仲間の野性爆弾のロッシー、シャンプーハットのこいで、ケンドーコバヤシ、バッファロー吾郎らに「絶対売れる」と慰留され、こんなに気のいい人たちばかりの職場は無いと感動。交際中の女性に「一年だけ」と約束し、芸人を続けることとなる。なおこの時、映画監督である山田洋次の助監督から、お笑いが駄目なら役者になれば絶対食える、東京ではスラっとした男前は普通だが、スラっとしてブサイクという小籔には絶対に需要があり、食っていけると助言されていたという。
解散と同じ2001年中に、吉本新喜劇に入団した。だが、入団後9ヵ月ほどはずっと「お客さんの役」をやらされ、辞めようかとも思ったほどであるというが、「大きな声を出すとあばら骨が折れる」虚弱なチンピラ役やのちに座長の一人となる川畑泰史と組んでの芸が人気を集める。なお当時、小籔と川畑はくすぶっている者同士非常に仲が良かった。酒の席での大見得をきっかけに、小籔と川畑で作ったプロットを新喜劇の台本作家・檀上茂に見せてみたところ、壇上はこれを評価し、脚本化した。その舞台が好評であったため、定期的に小籔・川畑のコンビが見られるようになったといった次第である。
新喜劇入団の経緯は、生活の安定とバッファロー吾郎Aの勧めによるものであったが、吉本の社員には「新喜劇は芸人再生工場じゃない、辞めろ」などと言われ、さらに新人である小籔の月収は平均2万円程度に過ぎず、男が食わせていくものだと思っていた小籔にとっては相当に辛い状態であったが、ファミレスでのアルバイトとのかけもちと妻の収入、趣味であった漫画とカメラを一時的に辞めることで不遇の新婚生活を乗りきったという。
2004年頃からは、座長不在時に代役を務めるなどの役目を任されるようになる。時期は不明ながら、内場勝則も「お偉いさん」の前で、「これからは小籔や！」と発言したという。そのためか、小籔も次の舞台では話の中心となる役が回ってき、さらにその次は一番出番の多い役が回ってきたという。また同年秋からはNHK朝の連続テレビ小説『わかば』のレギュラーに抜擢され、原田夏希が演じる主人公若葉の先輩職人・杉本康博役を演じた。またこの時、中川剛が体調を崩しており、その代役をきっかけとして新喜劇以外の仕事も増えていく。
2005年3月には「吉本新喜劇 川畑泰史・小籔千豊公演 がんばろっカナ!〜キャンペーン」をなんばグランド花月にて開催。
2005年8月ごろに座長就任要請があり、2006年1月31日に座長就任が発表された。その後2月28日に襲名御披露目を行い、その後1週間は「小籔祭り」として名実共に初の座長公演が行われた。初回の襲名口上には、内場と辻本、吉田ヒロの3座長と未知やすえが脇を固めた。この期間は、小籔より名前が大きい「オオヤブ」姓の人、身長188センチの小籔より背が高い人（女性の場合はハイヒール着用も可）、「千」より大きい名前（万田さん、千一さんなど）の人は入場無料扱いになった。
小籔の座長就任は、吉田ヒロ以来で約7年ぶりであった。新喜劇入団以来、約4年という異例の早さでの大抜擢であった。これには、小籔本人も非常に驚いたという。小籔は、「平社員が社長になった感じ」、「奇をてらったことはしない」、「伝統8割、新しいこと2割で行きたい」、「一子相伝の技を受け継いでいきたい」などと抱負を語った。
その後2011年、プライベートでは子供が産まれたばかりで好ましいタイミングではなく、乗り気でもなかったが「東京にも新喜劇を広めたい」との思いから、東京吉本へ移籍を決断する。
なお現在、小籔は東京移籍もありタレントとしても成功しているが、新喜劇を離れるつもりは全く無く、「先輩方が50年間培ってきた新喜劇をより大きくして後輩に渡すのが自身の役目である」と語り、「現在新喜劇は名古屋以東に名が轟いていない、聞いたことはあるが実際に見たことのある若い人は少ない」として、新たな顧客を確保すべく新喜劇の本格的な東京進出を計画。2014年には吉本が所有していない「アウェー」の劇場俳優座劇場での公演が決定し、普段ルミネに足を運んでくれている「吉本ファン」以外にも笑ってもらえるように内容を工夫するなど、「新喜劇を古典にする気はない」などと、精力的に活動している。
新喜劇外の活動としては、2006年上方お笑い大賞の話題賞を受賞したほか、2003年1月16日には同じく新喜劇を主戦場とするレイザーラモン（出渕誠と住谷正樹）とのユニット「ビッグポルノ」を結成。
より多くの人にビッグポルノを見せたいという思いからサマーソニックなどの野外音楽フェスティバルに出演を希望したが、全て断られたため、それなら隣でコヤソニやって潰したろか！とボケたのがきっかけとなり、小籔の顔の広さもあってイベントが実現。自らお笑いと音楽を融合させた野外イベントを企画し、最初は1回だけの予定だったが、2008年から「コヤブソニック」として毎年規模を拡大させながら開催してきたが、2014年にビッグポルノが解散することをうけ、同年で終了した。しかし、2017年に小籔が結成した5人組バンド「吉本新喜劇ィズ」を率いて3年ぶりに復活させた。
また、土肥ポン太と「おくにと申します。」というコンビを組み、2005年のM-1にも挑戦した。翌2006年は「座長・社長」とコンビ名を改め出場した。また、翌2007年は川畑と座長座長として出場し、準決勝進出（敗者復活は辞退した）。また、座長座長として『キングオブコント』にも出場し、2008年には準決勝進出。
2008年2月20日に、亡くなった小籔の母親への後悔の思いを歌った「プリン」を発売し、歌手デビューも果たした（後述）。
タレントとしても多くの番組に出演し、『人志松本のすべらない話』などにも出演しているが、これについてはあくまで新喜劇の広告塔として出演していると小籔は語っている。
2022年1月14日、吉本新喜劇の座長を8月の公演で辞めることをインスタグラムで発表する。最後の公演が放送されたのは9月3日。
2023年、ムーディ勝山と漫才コンビ『サブマごり押し』を結成し、M-1グランプリに挑戦。結果は準々決勝で敗退。

## 人物
- 身長188cmの長身であるが痩身[1]。

- 性格は内向的であるとのこと[8]。高校生時代はかなりモテていたといい[23]、また学生時代は合コンの場で女性を笑わせ、話芸を磨いていた[8]。妻とは高校卒業後偶然知り合ったが、彼女は小籔にとってこれまで出会った女性の中で三本の指に入るくらい「おもしろい」女性であった。その後、二人は交際を始め、約9年後「ビリジアン」解散直後に結婚に至っている[8]。
- 浄土宗
- 既婚。子供は一男一女（2013年時点）[3]。
  - 結婚して子供が産まれた時はお笑い芸人としての自分より家庭を大切に考え、インタビューに対して『「俺のこと面白いと思わなくていいから、金だけくれ！」って思っていました。日本中の人が僕のことを嫌いになったとしても、嫁さんと子どもたちがご飯が食べられて、子どもたちが大学を卒業するまで育て上げられればいいと。』[34]と答えており、自身の芸人としての「好感度」にも頓着せず、家族の健康が1割、後の9割は家族の為に頑張って働く、とも語っている[34]。また家には仕事を持ち帰らず、仕事で嫌なことが有った時でも近所のバーで酒と煙草で発散し、子供たちが寝てから帰宅するようにし、「怒りのオーラ」を家庭に持ち込まないようにしている[34]。また、自身がそうであったように、自身の子供たちにも多くの習い事をさせている[14]。妻とは20年以上一緒にいるが、一度も喧嘩した事がない（香港旅行の時に一度だけ、妻に怒られたことがある）[35]。

- 座長となった後は社会貢献や新喜劇の行く末、そして人と人との繋がりにも思いを馳せるようになる[23]。前述の吉本新喜劇英語版DVDの他に、「小籔でも読んでいるのだから、俺も読んでみよう」という若者が一人でも増えてくれたら、という思いから、読書は元々の趣味ながらも[36]、現在は政治の本を読み、それをテレビで語るといったことも行っている[14]。また、「大阪を元気にしたい」とも語っており（8割は本気、2割はボケとのことであるが）、すなわち大阪の子供は新喜劇を見て育つとし、小籔自身がスターとなり、友達を大事にしろ、親孝行をしろなどと子供にメッセージを送れば、子供はいい子に育つだろう、そしてそういったことを後輩が続けていけば、100年後には大阪はよりよい街となるだろうと語り、自身も実際に子供たちの目を気にしているという[37]。
  - また、座長就任の際には周囲に「イエスマンにだけはなるな」と言い含められた[38]。現在では2か月に1週、というペースで座長公演を行いつつ、「新喜劇への恩返し」を考えているという[11]。また同時に一時期はテレビの仕事を増やすことは新喜劇への恩返しという考えに反するかもしれないと悩んだこともあったが、企業が利益を生めば幸せになる人が増えるということで、小籔の中では落着したとのことである[11]。
  - 座長という仕事は激務であるのだが、あの世で新喜劇の先輩達と再会した時に、「上から見てたけど、オマエが座長で新喜劇ようなったわ」と言われたく思い、仕事をこなしているという[11]。後述するように自分は芸人としては一度死んだ人間である、との思いから、「新喜劇のためならなんでもします！」と意気込みを語る[13]。新喜劇の将来については、座長として大事なのはベテランではなく若手と語っている。現在のベテラン勢はスター軍団であるが、いずれ彼らがいなくなった時に誰が新喜劇を見に来てくれるのか？と、後輩達に大きな期待をかけている。だが反面、池乃めだかや桑原和男、特に島木譲二の代わりなどは出て来ないだろう、ともしている[39]。

- なお、「これからは小籔や！」と言ってくれた内場のほか、チャンスをくれた川畑泰史、およびプライベートでずっとアドバイスしてくれていた池乃めだかに感謝しているという[40]。また浅香あき恵にも「あんたはいつか座長になると思うからがんばりや」（『吉本新喜劇の凄い話』p.179より引用）と励まされており、座長となった時には妻やお客さんやスタッフなどにも思いを巡らし、オリンピック選手がメダルを取った時に「周りの皆さんのおかげです」と言う言葉は本当だったんだと考えを改め、小籔も「坊さんみたいなこと」ばかり言うようになったという[40]。
- 2013年5月には司会として出演していた「歌ネタ王決定戦 2013」で、小籔の新喜劇での後輩にあたるすっちーと松浦真也が優勝したことに思わず落涙した。新喜劇にはなかなか自身よりおもしろい奴が出て来なかったが、後継者ができた。すっちーが座長になること決定でしょ、などと語った[41]。そして2014年6月11日、すっちーは5人目（当時）の新喜劇座長に就任し、お披露目公演を行っている[42]。
- 小籔はまた、ビリジアンの解散時に「芸人として一度死んでいる」とし、「今、芸人をしている感覚がない」とも言っている[7]。芸人としての自我や欲望はその時捨て去り、現在はほとんど無いとのことである[13]。
- 2009年に語ったところによれば、先輩の前でスベる（ギャグが受けないなど）時や、スベることを想定してスベることは全然構わないが、全力で受けを狙いに行った時にスベるようになってしまったら、多分その時が引退を考える時であるとの旨を語っている[43]。
- 2022年5月「ラップバトルを番組で扱ってもガチでやってはる方々以外スベる」という持論があった。 よしもと新喜劇NEXT〜小籔千豊には怒られたくない〜 では 辰己智之や谷川友梨のグダグダなラップでスタジオゲストのとろサーモン一同は大爆笑。「（ラップで）唯一、ハネたことがある番組はよしもと新喜劇NEXT〜小籔千豊には怒られたくない〜だけ。とウィキペディアに誰か書いといて」と言うくらい、絶賛した。また、谷川の「大丈夫だあ」を連呼するラップには「志村（けん）ラップ」と命名した[44]。

### 趣味
- 趣味はダーツ、ビリヤード、麻雀、将棋、写真、水泳[1]、読書、映画鑑賞、フォートナイトなどで、将棋については池乃めだかを顧問とする吉本新喜劇将棋部に所属している[45]、フォートナイトに関しては2020年1月にYouTubeに専用アカウントを開設し積極的に配信を行っている。
- カメラについては、Nikon D700[46]、レンズはAF-S NIKKOR 35mm f/1.4G[47]を所有しており（いずれも2012年12月頃現在）、2013年2月14日放送の「雨上がり決死隊のトーク番組 アメトーーク！ カメラかじっている芸人」（テレビ朝日・朝日放送系）に出演したことがあり[48]、インタビューでは知らん内にはまっていた、それが故に長続きしている、と答えており、結婚前にベトナム旅行に行った時には1000枚ほども撮影してしまい、旅費より帰国後の現像費の方が高く付いたというほどである[14]。

- また子供時代にエレクトーン・習字・クラシックギター、高校生時代にテコンドーを習っている[注 7]。

- 現在は、コヤブソニックで役立てようとドラマーの山口美代子に師事している[49]、ドラムの練習を重ね実際にステージで披露しているほか、新喜劇の英語版DVDを作成し幼稚園などに配ろうと、新喜劇を知ってもらう為の窓口と社会貢献を兼ねて、多忙な中、英語を勉強している[14]。将来的には小説の執筆にも意欲を持つ[14]。

### 食
- 小籔の祖父が「肉は体に悪い」として教育していたため、肉を一切食べない。その一方で、乳製品と魚と卵は食べる[50]。
- 子供の頃は「水は1日7リットル飲め」と言われ、玄米を食べ、毎日青汁を飲まされていた[51]。肉が食べられないが、一方でピザが大好物で、自分なりのルールがあり、ピザ屋ではピザ窯に一礼するなどマナーには厳しい一面がある[52]。

### 芸風
毒舌キャラクターであり、タレントとしての「好感度」を全く気にしていないことを公言している。これは2013年にラジオ番組で語ったもので、大阪で立ち寄った理髪店の女性がそのきっかけである。その女性は関西を中心に活動していたタレント・歌手でもあるやしきたかじんの芸風を「大嫌い」だと語ったのだが、たかじんを嫌うと同時に、嫌いながらもたかじんの番組を全部見ていたのだという。それを聞いた小籔は、顔も悪く性格も曲がっている自分が顔も良く爽やかなタレントと好感度で勝負をしようとするのは愚策であり、例え視聴者に嫌われていようが番組さえ見続けてもらえれば、仕事を失うことはない、と考えた。お笑い評論家のラリー遠田評するに、このエピソードをテレビタレントが全員視聴者に好かれている必要は無いという真理をたかじんから学んだ小籔は、嫌われるのも辞さない本音剥き出しのトークなどで、現在、東京でも大いに仕事を増やしているという。なお毒舌である一方で、番組が「CMに入った瞬間、謝るスピードが一番早い」と今田耕司、高橋茂雄（サバンナ）に言われたことがあったという。

### その他
- 父親、妹ともに顔がそっくりであるとのこと[53]。2011年7月から2012年にJリーグのヴィッセル神戸に在籍していたペ・チョンソクはクラブのスタッフに爆笑されるほど小籔に風貌が似ており、神戸入団早々「コヤブ」「ザチョウ」という渾名がつけられた[55][56]。
- 「夢は叶う」という内容のある歌に対し「夢は叶わない。やりたくないことをやるのが社会や」と反論したことがある[7]。
- かつて『なるトモ!』でテレビ慣れしない小籔のトークをうまく包んでくれたとして、陣内智則を恩人としている[57]。
- 芸人などは異常者の集まりであり、世間の常識などを当てはめるべきではなく、浮気などはそんなに悪いことではない、というスタンスである。自身も妻帯者で子供もいるにもかかわらず、キャバクラやコンパに行くこともあるという[57]。
- 石田靖に珍しくキャバクラに誘われた時、石田が非常に高価なピンクのドンペリという酒を注文した。「セックスもできないような女に…」と遠慮する小籔に、石田は「お前が座長になったからや」と気前よく奢ってくれたという。小籔は自身が女であったなら、抱かれてもいいなと思ったとのことである[58]。
- 小籔の母親は、小籔が座長に就任する前に死去している。小籔は、母親からは余り愛されていないと思っていたが、モルヒネで意識が朦朧とする中で、小籔たちが子供だった時の想い出を語る母親を目の当たりにして、それまでの考えを改めた。母親は亡くなる4時間程度前に、「プリンが食べたい」と言いだしたので、小籔は大急ぎで（関西では）有名人であることを生かして閉店準備中のデパートで「プリン」を購入し、病院へ戻ったが、その時には母親はもう「プリン」を食べられる状況になかった。小籔は母親がプリンが大好きだということを知っていたのに、それまで一回も買ってこなかったことを、後悔した。それ以来、小籔は後輩芸人に「親は明日死ぬかもしれへん」と、小さなことでもいいから親孝行をするように勧めているという。またラジオの企画で一連の話を歌にしてみたらどうかという企画があり、最初は恥ずかしいからと断っていた小籔であったが、「訴えたいことがあるんでしょう？」と説得され、自らの味わった後悔の念を想い、自身のように後悔しないようにとの想いを多くの人に伝えたいと、「プリン」の作詞を行い、CDが発売された。その後は小学校などで講演を行い、家族の大切さを訴えているという。また小籔自身も、周囲の大切な人間には、相手が明日死ぬかもしれないとのつもりで、後悔の無いように接していると語る。この話は2013年7月4日、テレビ番組「徹子の部屋」でも語られ、黒柳徹子の涙を誘った[59]。なお、「プリン」のCDや売り上げなどについては#CDを参照。
- 行列のできる法律相談所にて、浜辺美波のファンであることを公言している
- 阪神タイガースのファン[60]。

## ギャグとキャラクター
- ギャグ

相手に凄む際、「俺はなあ、今まで数々の悪いことやってきとんねや。殺人 、強盗 、恐喝 、窃盗 、詐欺 、婦女暴行 、密輸 、誘拐 、放火 ……以外はやってきとんねや！」と言い、「じゃあ、他に何も残ってへんやん！」とツッコまれる。その後小籔が「つまみ食いとかあるやろ！水出しっ放しとか。妹叩くとか。ダブルドリブルとか。おかわりしたのに残すとか。ブランコなかなか代われへんとか。メロンパンの上だけ食べるとか」などとかぶせる。
ギャグの誕生のきっかけは、吉田ヒロのイベント時。小籔は川畑泰史らと3人のヤクザのトリオを組んでいたが、開始5分前に川畑が、ツッコむから何かネタを言ってくれと打診してきた。そこで小籔が急遽このネタとツッコミを考え、後は適当に被せますとした。開始後小籔の出番まで1時間ほどの時間があったので、その間に悪いことをリストアップし、なんとかギャグを仕上げた。小籔自身は大してウケるものではないと思っていた上に、客もまだ小籔を知らないような状態であったが、反応はなかなかよいものであったという。
同様に、相手に凄む際に大声を出して「痛っ、大きい声出したらあばら折れました」と不戦敗のポーズを取ることもある。
- 顔ものまね

まず口頭で様々なシチュエーションを紹介し、それに準じたリアクションを顔で表すというもの。例として「むっちゃ臭い部屋に入ってしまった人」「ほんまはめっちゃキレてるオバハン」「普段は物静かな奥様が奥様同士の集まる席で特別におどけてみせた時」などがある。
新喜劇上でのギャグではなく、頻度はかなり少ないものの単独でネタ番組に出演する際にピンネタとして披露する事がある。「笑わず嫌い王決定戦」に出演した際はこのネタを披露した。
- キャラクター

シスター小籔
シスターの格好で登場し、突然倒れてお店に転がりこむ、元シスター、ヨハネ小籔。単に騒動を起こすだけでなく、主の名を借りてやりたい放題を行ったりもする。
教育実習生小藪先生(こやせん)
学ランと帽子と眼鏡をかけた謎の教育実習生。
小籔千豊子
シスター小籔を含め女方で出てくる場合に名乗る。千豊子が出てくる場合シスター小籔の他に演出家の先生や女優役で出てくることがある
オタク小籔
すっちーとのコンビの場合が多い。メガネにチェックのシャツ、腰まである過剰な長髪（すっちーは腰どころか股下まで届く長さ）と、宅八郎を過剰にデフォルメしたキャラクター。アイドルオタクという設定で、奇妙な楽曲（既存の曲の替え歌。作詞は小籔が担当している）を歌うアイドルのファンである場合が多い。
ホームステイに来る3人組
座員であるいちじまだいき、清水啓之と共にホームステイにやってくる。いちじまが芸人引退後は祐代朗功に変わっている。その他怒られている最中に「すみませんでした」と謝るや否や顔をあげるなり「さ、ということで」と話題を変えようとして川畑などから「仕切るな」と突っ込まれる。
ダチョウのものまね
細身の長身を活かしたものまね。コンビ時代から新喜劇初期頃までは時折使用していた。その後はほぼ見られなくなり、本人も番組などでは「僕、（持ちネタに）ものまねないですもん」と話すほどである。

## 小籔軍団

### メンバー
いわゆる芸能人ファミリー。
- 野性爆弾
- 千鳥
- 土肥ポン太
- ギャロップ
- ミサイルマン・岩部彰
- ダイアン・ユースケ
- 天竺鼠
- 笑い飯
- すっちー
- とろサーモン
- 上田コレクション
- モンスターエンジン
- span!
- スーパーマラドーナ
- 今別府直之
- 浅越ゴエ
- ヤナギブソン
- 中山功太
- 友近
- かまいたち

など。なお上記のメンバーは2009年の文献によるものであるが、2013年にはお笑いコンビ女と男の市川が小籔軍団の世話になっていたことや、また今別府が既に別の軍団の長となっていることも語っている。

## 受賞歴
- 「NHK上方漫才コンテスト」第28回（1997）優秀賞（ビリジアンとして）[1]
- 「上方お笑い大賞」第35回（2006）話題賞[1]
- 「BGO上方笑演芸大賞」第2回（2006）脚本賞[1]
- 「咲くやこの花賞」（2014）大衆芸能部門[67]

## 出演

### テレビ

#### レギュラー番組
現在の出演番組
- よしもと新喜劇（毎日放送）
- ノンストップ!（フジテレビ、2012年4月 - ）- 火曜隔週レギュラー
- ソレダメ!〜あなたの常識は非常識!?〜（テレビ東京、2015年4月15日 - ）[68]
- 競馬血統研究所 → 競馬魂（フジテレビONE、2015年7月4日 - ）
- よしもと新喜劇NEXT〜小籔千豊には怒られたくない〜（毎日放送、2019年10月10日 - ） - MC
- 旬感LIVE とれたてっ!（関西テレビ、2023年10月6日 - ）- 金曜レギュラー
- 小籔&ゴマキのうたばなし（BS-TBS、2025年5月24日 - ）※毎月第4土曜放送[69]
- 水曜日のダウンタウン（TBSテレビ）- 不定期出演[68]

過去の出演番組
- あさパラ!（読売テレビ、2006年 - 2020年3月28日）- 準レギュラー
- ちちんぷいぷい（毎日放送、2008年1月 - 2019年3月）
- 今ちゃんの「実は…」（朝日放送テレビ、2008年4月10日 - 2022年10月26日） - レギュラー[70][71]
- 日曜笑劇場（朝日放送）
  - 爆笑!ふれあいコメディ こちらかきくけ公園前（2009年4月 - 2010年3月）[72]
  - 全快はつらつコメディ お笑いドクター24時!!（シーズン2、2010年4月 - 2011年4月）[73]
- プリプリ（毎日放送、2012年10月 - 2013年3月15日） - 金曜パートナー [74]
- なるトモ!（読売テレビ） - 水曜パネラー[75]
- Music&Entertainment ガチカメ7（読売テレビ、2009年4月 - 2010年9月）- ナビゲーター[76]
- MUSIC UPDATE火曜日（スペースシャワーTV）[77][78]
- ハミ出す才能教育バラエティ!! 小籔★スターリオン（朝日放送、2010年4月8日 - 2011年4月28日） - 父・邦博と共演[79]
- バカソウル（テレビ東京、2011年10月 - 2013年9月）  - 解説。ビッグポルノとしての出演も。[80]
- 旅は道ヅレ（毎日放送、2011年4月 - 9月）[81][82]
- 暗躍!芸人ブローカー 〜テレビに出ない（秘）芸人密売所〜（関西テレビ、2011年7月7日 - 9月29日）[83]
  - 暗躍!芸人ブローカー〜真夏の(秘)密売祭り〜（2013年7月2日 - 30日）
- ほっとけ!3人組（朝日放送テレビ、2011年4月 - 2012年4月）[84]
- 爆笑 大日本アカン警察（フジテレビ、2011年4月24日 - 2013年9月8日）[3] - 不定期出演
- ざっくりハイボール → ざっくりハイタッチ（テレビ東京、2011年10月 - 2016年3月）
- BAZOOKA!!!（BSスカパー、2011年10月 - 2019年8月26日）- MC[85]。2022年6月4日からABEMAで復活し、MCとして出演中
- 知りたがり!（フジテレビ、2012年4月 - 2013年3月） - 水曜ゲストコメンテーター[3][86]
- テレビで基礎英語（NHKEテレ、2012年4月 - 2013年3月）[87]
- 歌ネタ王TV（毎日放送、2013年1月 - 2013年5月・2014年） - 司会[88]
- もはや神ダネ（フジテレビ、2013年4月 - 2013年9月） - 司会 [89][90]
- コヤブ歴史堂〜にゃんたの（秘）ファイル〜（朝日放送、2013年5月 - 2014年9月） - 司会 [91]
- 噂の現場直行ドキュメン ガンミ!!（TBSテレビ、2013年9月 - 2015年3月）[92][68]
- コヤブガチピン写真館（フジテレビONE、2013年11月 - 2016年10月26日） - MC（月1放送）[93]
- バイキング（フジテレビ、2014年4月 - 2018年9月25日）- 火曜レギュラー[94][68]
- あけるなキケン（TBSテレビ、2014年10月 - 2015年9月） - レギュラー→司会
- イキザマJAPAN（関西テレビ、2014年10月12日 - 2017年6月11日）- MC（月1放送）
- ジモイチドライブ〜地元の一番でおもてなし旅〜（朝日放送、2015年1月 - 2016年3月）- MC
- カクガリ君!〜確率をガリガリ勉強して幸せになろう〜（TBS、2015年7月 - 9月） - レギュラー[95]
- ハッキリ5〜そんなに好かれていない5人が世界を救う〜（朝日放送、2016年4月 - 9月）
- 週末の本音タイム 金曜日くらい褒められたい（BS朝日、2016年11月4日 - 2018年3月30日）- MC
- セカイマ!（Dlife、2017年 - 2018年）
- こやぶるSPORTS（関西テレビ、2017年10月7日 - 2021年12月31日）- MC
- 密着型クイズ作成バラエティ ザ・グレート・クエスチョン（CBCテレビ、2017年10月 - 12月）- MC
- ロッカーに何、入れる?（TOKYO MX、2018年4月18日 - 2020年3月）- MC
- 無料屋（テレビ朝日、2019年2月1日 -  2020年9月25日） - MC[96]
- 小籔千豊の将棋道場小破り（ファミリー劇場、2019年3月15日 - 5月17日）- MC
- ミント!（毎日放送、2019年4月1日 - 2021年3月5日）- 隔週金曜出演
- 今日から友達になれますか?（フジテレビ、2019年4月15日 - 2020年3月23日）- MC
- HINABINGO!（日本テレビ、2019年4月16日 - 9月24日）- MC
- ニュース きん5時（NHK総合、2021年3月5日・2021年4月2日 - 2024年3月8日） - レギュラー（隔週出演）[68]
- 恋するアテンダー（テレビ朝日・ABEMA、2022年11月17日 - 2023年9月29日）- MC
- APOLLO AMATEUR NIGHTJAPAN〜NY発!伝説のサバイバルオーディション〜（フジテレビ、2024年10月18日 - 2025年3月28日）- MC[97]

#### 特別番組
＊MCもしくはメインキャスト
現在
- 人志松本のすべらない話（フジテレビ）[68]
- ヤブツル〜鶴瓶・小籔の大阪夜話〜（NHK大阪、2015年8月22日 - ）
- 小籔大説法〜旅とグルメの世直し説法バラエティ〜（フジテレビONE、2017年1月2日 - ）

過去
- しゅんげー!ベスト10（朝日放送、2007年6月1日）- MC
- UMEKA24「秋のUMEKA絵画展〜吉本絵ウマ芸人大集合〜」（関西テレビ、2007年10月22日）- MC
- よしもとモノマネGP（MBSテレビ、2009年・2010年）- 司会
- コヤブ未来プロジェクト（ABCテレビ、2009年8月17日 - 8月20日）
- オールザッツ漫才（MBSテレビ、2010年 - 2017年）- 総合司会
- たむけん&小籔のこってりリストランテ（関西テレビ、2010年9月20日）
- 新感覚!近未来体感バラエティボジティブ万博201X（読売テレビ、2010年12月26日）- MC
- 新春!芸人ブローカー〜東西暗躍スター夢の狂宴〜（関西テレビ、2012年1月1日 - 2015年1月2日）
- ヨルスパ!（関西テレビ）
  - バキ打ち!テレビ裁判・全米最強の女弁護士襲来SP（2012年6月24日）- 司会
  - 恋愛コンプレックス克服!!人生逆転ドキュメント モテナード（2013年2月24日）- MC
  - ルイジイジるTV類似苑（2013年6月16日）- MC
- 大輔宮川と千豊小籔のすべらない話（フジテレビ、2012年12月21日）
  - 千豊小籔のすべらない話（フジテレビ、2014年6月28日）
- 小籔・小杉・西田の家族の嵐（ABCテレビ、2013年1月3日）
- みんなの声!!（フジテレビ、2013年3月25日）- MC[98]
- 歌ネタ王決定戦（毎日放送、2013年5月18日 - 2021年9月29日） - 司会
- ハジメテミルTV（関西テレビ、2013年6月30日）- 司会
- ゴールデンブレイク（フジテレビ）
  - にやり（2013年7月5日）- MC[99]
- 全人類を笑わせろ 爆笑!ロックオン（TBSテレビ、2013年7月8日）- MC
- クイズ!みんなのジッタイ（フジテレビ、2013年12月28日）- MC[100]
- 今年も生だよ!笑いっぱなしのお正月!ざっくり新年会（テレビ東京、2014年1月1日・2015年1月1日）- 司会
- おしゃべり異種格闘技 論破王 （関西テレビ、2014年 - 2016年）- 主宰
- 芸能人格付けチェック(2014年1月1日)
- オバテミズム（フジテレビ、2014年1月4日）- MC
- ヒルスパ!（関西テレビ）
  - 絶対に間違えてはいけないクイズ（2014年3月15日）- MC
  - 賞金100万円を守り抜け!グルメカジノin大阪（2015年2月22日）- MC
- 漫才道（テレビ大阪、2014年3月22日）- MC[101]
- 小籔のしゃかりき!コロンブス（ABCテレビ、2014年7月22日）
- コヤブTUNES（NHK総合（関西ローカル）、2014年8月30日）- MC
- フリーチャンネル チカラの唄（ABCテレビ、2014年10月17日）- MC
- コヤぶらりinシンガポール（関西テレビ、2015年2月28日）
- 芸能人は見た目が命!?（TBSテレビ、2015年10月6日）- MC
- メデキン〜目のつけどころで一攫千金〜（東海テレビ、2016年6月19日）- MC
- 衝撃スクープ!盛りすぎサンデー編集部（読売テレビ、2016年6月19日）- MC
- 大阪人3000人が選ぶ!今すぐ歌いたいなにわの名曲ベスト20（テレビ大阪、2016年9月3日）- MC
- 初笑い!朝まで爆笑寄席（テレビ東京、2017年）- 東京ブロックMC
- 究極のアテレコ劇 生瀬＆小籔のミュート! 〜役者VS芸人2つの物語〜（朝日放送、2017年7月7日） - MC
  - 生瀬＆小籔のミュート! 〜役者VS芸人…究極のアテレコ劇場〜（朝日放送、2018年9月30日） - MC
- 角淳一&徳光和夫presents なにわの名曲vs東京の名曲7番勝負（テレビ大阪、2017年7月29日）- MC
- ハイパーハードボイルドグルメリポート（テレビ東京、2017年10月3日 - 2020年12月30日） - MC
- あの頃どうかしてました（テレビ朝日、2018年1月25日・2月1日・4月5日・4月12日）- MC
- 360度カメラを気になる所に置いてみた（テレビ大阪、2018年3月17日）- MC
- ご本人をさらに深堀り!ニュースな主役（フジテレビ、2018年3月31日）- MC
- 四神将棋（BSフジ、2018年4月13日・4月20日・6月1日・6月8日）- MC
- 旅するガイドブック コヤブの歩き方（フジテレビ、2018年4月14日・11月6日・2019年4月17日・10月27日）
- 金曜プレミアム（フジテレビ）
  - お金のモメごと解決します（2018年7月20日）- MC
  - 大人のモメごと解決します（2019年8月16日）- MC
- 毒学〜良薬にも劇薬にも成功のヒミツ〜（日本テレビ、2018年10月27日）- MC
- 王者たちの知名度ツアー〜関西No.1スポットで勝負〜（ABCテレビ、2018年10月27日）- MC
- 真夜中の事件簿（フジテレビ、2018年12月8日・2019年8月9日）- MC
- 物置開けてみませんか?（日本テレビ、2018年12月13日）- MC
- 小籔の仲裁さん〜コンビのトラブル請け負います（テレビ大阪、2018年12月30日） - 司会
  - 小籔の仲裁さん（テレビ大阪、2019年4月13日）- 司会
- もっと褒められ大賞2019 ホメの助ホメ太郎（テレビ東京、2018年12月31日）- MC
- プロフェッショナル 仕事の流儀（NHK、2019年2月18日）「笑わせたい男の、笑えない日々」
- 大阪がリゾートに変わる!?小籔のIRって何だスペシャル（テレビ大阪、2019年3月30日）
- 東京恋愛大学（日本テレビ、2019年4月27日）- MC
- #姫ワザ この夏ワンポイントで脱ダサい!（テレビ朝日、2019年7月4日）- MC
- 代わりに自慢していいですか?（テレビ大阪、2019年10月19日）- MC
- 同ポジトラベル（日本テレビ、2019年11月16日）- MC
- 緊急中継!ナゼ今!?人が殺到!47都道府県人気急上昇!ランキング2020（テレビ東京、2020年2月18日）- サブMC
- なにわDEオカン大感謝祭（NHK大阪放送局、2020年3月12日・12月18日）- MC
  - なにわDEオカン オトン大感謝祭（NHK大阪放送局、2022年3月18日・12月26日・2023年12月12日・12月19日）- MC
- コヤブとムリヤリ経験団（関西テレビ、2020年3月29日）
- 未来へGO! 大阪・関西万博後の私たちのくらし（NHK総合、2020年11月3日）- MC
- 生テレビ東京「ダレハツのゾウモツ」〜あくまで個人の意見です!〜（テレビ東京、2020年12月30日）- MC
- 小籔千豊のおしゃべリモート（鹿児島テレビ、2021年2月23日）- MC
- よしもと新喜劇 スポーツEXPO（毎日放送、2021年11月3日・2023年3月24日）- MC
- コヤブ通販 年間ベスト爆売れ商品使ってみたら『実は…』（ABCテレビ、2021年12月5日）- MC
- 小籔千豊&山里亮太の 俺の聖地巡礼（ABCテレビ、2023年8月16日）[102]
- 代行バケットリスト スターに代わって、リサーチよ!（フジテレビ、2023年12月28日）- MC[103]
- コヤブのみやげ話（テレビ大阪、2024年2月10日）- MC[104]
- 広瀬小籔のここがスゴいぞ!R-1グランプリ（関西テレビ・フジテレビ系列、2025年3月2日）[105]
- 立場逆転マッチ  生徒が先生!（MBSテレビ、2025年3月23日）- MC[106]

### インターネット番組
現在
- BAZOOKA!!!（ABEMA、2022年6月4日 - ）- MC

過去
- ABEMA Prime（AbemaTV、2016年4月 - 2022年3月） - 隔週火曜MC[107]
- 小籔＆すっちーのパンチDEデート（大阪チャンネル、2017年） - MC
- 笑いザップ（大阪チャンネル、2018年9月13日 - 2022年4月7日） - MC
- ロッカーに何、入れる?（GYAO!・YouTube「ザ・コインロッカーズ 」、2020年5月 - 12月）- MC
- HITOSHI MATSUMOTO presents ドキュメンタル（Amazonプライム・ビデオ、2019年）- シーズン7出演
- 吉本自宅ゲーム部「フォートナイト下手くそおじさんゲームチャンネル」（Mildom、2021年1月11日 - 2021年6月28日）

### ラジオ

#### 現在
- 小籔・笑い飯の土020（MBSラジオ、2018年4月 - ）

#### 過去
- ゴーゴーモンキーズ水曜日（MBSラジオ、2006年3月終了）[108]
- ゴー傑P（MBSラジオ）[109][71]
- ミューパラ アグレッシブ（ABCラジオ、2010年4月 - 2011年10月30日）[110]
- 上沼恵美子のこころ晴天 （ABCラジオ、2010年4月 - 2016年9月）[111]
- 小籔・にゃんたのラジオ歴史堂（ABCラジオ、2013年10月 - 2014年3月27日）[112]
- FUJIFILM presents コヤブカメラ （TOKYO FM、2016年4月 - 2017年9月）
- こやぶとみちょぱのとりしらベイビー（NHKラジオ第1、2019年4月 - 2020年3月）
- KIRIN BEER "Good Luck" LIVE（TOKYO FM、2019年5月4日 - 2020年3月28日）

### ドラマ
- 連続テレビ小説（NHK）
  - わかば（2004年10月 - 2005年3月）[6][113]
  - あまちゃん（2013年6月20日・26日） - テレビ番組「君でもスターだよ!」司会者 役[114][115]
- 実録 死刑囚と刑務官〜死刑執行・最期の5日間〜（2010年10月11日、テレビ東京） - 再現ドラマ主演・坂本敏夫刑務官 役[116]
- 戦力外捜査官（2014年1月 - 3月、日本テレビ） - 井上信光 役[117]
- ロング・グッドバイ 第2話（2014年4月26日、NHK） - 瀬々 役
- マネーの天使〜あなたのお金、取り戻します!〜（2016年1月 - 3月、読売テレビ・日本テレビ）主演・竹内茂 役（片瀬那奈とW主演）[118]
- 陸王（2017年10月 - 12月、TBS） - 佐山淳司 役
- テセウスの船 第9話・最終話（2020年3月15日・22日、TBS） - 馬淵 役
- 大河ドラマ 麒麟がくる（2020年、NHK） - 二条晴良 役
- ドクターX～外科医・大門未知子～ 第7期（2021年10月 - 12月、テレビ朝日）- 鍬形忠 役
- 孤独のグルメSeason9 特別編（2021年12月31日、テレビ東京） - 蓑田康雄 役
- 最初はパー（2022年10月28日 - 12月16日、テレビ朝日）- 相田忠則 役

### 映画
山田洋次監督の作品に多数出演している。
- 学校II（1996年）[1]
- サラリーマン専科 単身赴任（1996年）[1]
- 虹をつかむ男 南国奮斗編（1997年）[1]
- 日常（2006年）[1]
- 日常〜恋の声〜（2007年）[119]
- FLY! 〜平凡なキセキ〜（2011年） - 主演[120][121][注 8]
- 陽だまりの彼女（2013年、東宝/アスミック・エース） - 杉原部長 役[122][123]
- 女子校生探偵あいちゃん (2018年3月17日) - 志の義父 役[124]
- サンタ・カンパニー 〜クリスマスの秘密〜（2019年、キグー） - ルドルフ3世 役・声の出演[125]
- エリカ38（2019年、KATSU-do） - 工藤周平 役
- ある男（2022年、松竹） - 中北 役
- もしも徳川家康が総理大臣になったら（2024年、東宝） - 島川徹 役[126]

### 舞台
なんばグランド花月等に不定期出演中。うめだ花月では、小籔や五十嵐サキ、出渕誠・住谷正樹、なかやまきんに君などのメンバーが連夜実力派若手芸人とコントや新喜劇を繰り広げていた。また、最近ではルミネtheよしもとにて、新喜劇のほかレイザーラモンと一緒にスペシャルコントに出演することもしばしばある。
- 吉本百年物語 笑う門には、大大阪（2012年7月）- 主演・林正之助 役

### 広告
- フロムエー （1997年5月4日-）
- 関西電力 関電SOS（2010年、宇都宮まきと共演）[要出典]
- なんばウォーク (ナレーション)[71]
- 江崎グリコ ポッキーチョコレート 「Hello New Friend! 大阪」篇（2007年4月24日 - ） - 新垣結衣と共演[要出典]
- セブン-イレブン よしもと新喜劇花月食堂弁当（2010年5月、関西地区限定）[要出典]
- 損害保険ジャパン DIY生命[127]
- 国勢調査（2010年、大阪府広報隊長）[128]
- DAIWA CYCLE（2011年 - ）[129][130]
- 吉本新喜劇 なんばグランド花月 （2012年、ラジオCM）[要出典]
- 湘南美容外科クリニック（2012年9月18日 - ） - 山田花子と共演[要出典]
- ロッテアイス「クーリッシュ」（2014年5月 - ） - 佐々木希・福士蒼汰と共演[131]
- 花王 「フィーナオーブ　ブラシひと塗りシャドウN」（2018年）
- GU「制服」編、「ラジオブース」編（2019年） - 中条あやみと共演

### PV
- ET-KING「サクラサク」（2010年） - 石田靖と出演[132]

## 作品

### CD
- プリン（アーティスト名は「こやぶかずとよ」、2008年2月20日発売）[133]
- プリン（2008年4月23日、日本コロムビアより全国発売）
インディーズで4000枚のヒットとなり[134]、オリコンのインディーズチャートでも6位にランクイン[135]。2008年4月にメジャーリリース[136]がなされると、オリコン最高位95位[137]を記録した。
作詞はこやぶかずとよ、作曲はシンガーソングライターのう〜み(2014年現在高知県在住、2002年頃から四国での活動実績がある)[138]。

シモネタヒップホップユニット『ビッグポルノ』の作品は、当該項目を参照。

### DVD
- バトルオワライヤル（YOSHIMOTO WORKS）
- 緊急特別DVD 追悼ケンドーコバヤシさん（YOSHIMOTO WORKS）
- ビッグポルノ（YOSHIMOTO WORKS）
- ゴルフ（ヨーロッパ企画）2005年、劇団ヨーロッパ企画とのコラボレーション「ジェントルメン・クラブ」による公演を収録。
- ビバリーヒルズ晴天白書（YOSHIMOTO WORKS）

### 著書
- 賢人の会議術（2013年5月24日、幻冬舎）ISBN 4344902696 - ※川口淳一郎、上田昭夫、柴田陽子、戸羽太との共著。
- ゲーム反対派の僕が2年で4000時間もゲームをするようになった理由（2022年11月11日、辰巳出版）ISBN 4777827607